# San Martín Cruztón
San Martín Cruztón är en ort i Mexiko.   Den ligger i kommunen Chilón och delstaten Chiapas, i den sydöstra delen av landet, 800 km öster om huvudstaden Mexico City. San Martín Cruztón ligger 988 meter över havet och antalet invånare är 314.
Terrängen runt San Martín Cruztón är kuperad. Runt San Martín Cruztón är det glesbefolkat, med 16 invånare per kvadratkilometer. Närmaste större samhälle är Ocosingo, 17,8 km sydost om San Martín Cruztón. I omgivningarna runt San Martín Cruztón växer i huvudsak städsegrön lövskog.